# Charles Ellis
Charles H. Ellis (1890-1954) fue un futbolista estadounidense. Jugó como delantero y centrocampista.

## Selección nacional
Jugó dos partidos con la selección estadounidense y anotó 2 goles. Ambos encuentros se disputaron en 1916, el primero fue ante Suecia y anotó un gol en la victoria por 3-2; el otro fue frente a Noruega y marcó el único tanto en el empate 1-1.

## Clubes
| Club            | País           | Año         |
| --------------- | -------------- | ----------- |
| Columbia Oval   | Estados Unidos | 1908 - 1914 |
| Brooklyn Celtic | Estados Unidos | 1915 - 1917 |